# 서대문돌산구장
서대문돌산구장(西大門돌山球場, Seodaemun Dolsan Field)은 대한민국 서울특별시에 있는 스포츠 시설이다. 인조잔디 필드가 갖춰진 경기장이며, 2013년에 준공되었다.

## 참고 문헌
- “서대문돌산구장”. 서대문구체육회.
- “서대문구립인조잔디구장”. 《서울생활체육포털》. 서울특별시청.
- 《2023 전국 공공체육시설 현황 (2022년 12월말 기준)》. 대한민국 문화체육관광부. 2024.